# Veliki Oltar
Veliki Oltar (”Stora altaret”) är ett berg i Martuljek-gruppen i Juliska alperna i nordvästra Slovenien. 
Massivet är byggt av revkalksten från Trias, full av fossilerade koraller, svampdjur och sjöliljor, m.fl. andra marina organismer . Berggrunden är lättvittrad och massivet i praktiken stiglöst. Därför hör toppen till de mer sällan besökta i Juliska Alperna.